# Erieview Tower
La Erieview Tower (también conocida como la Tower at Erieview, 100 Erieview, o la Erieview Plaza Tower) es un rascacielos con elementos del estilo internacional ubicado en el centro de la ciudad de Cleveland, al norte del estado de Ohio (Estados Unidos). Tiene 40 pisos, se eleva a una altura de 161 metros y tiene 65.300 m² de espacio para oficinas. Fue terminado en 1964 por un costo de 24 millones de dólares. Es el cuarto edificio más alto de la ciudad.

## Diseño
Fue el primer edificio del proyecto de renovación urbana de Erieview iniciado durante la administración del alcalde Anthony J. Celebrezze a fines de 1960. El proyecto fue concebido como un área de renovación urbana de uso mixto de 66 hectáreas que abarca desde Calles East 6th a East 17th entre Chester Avenue y Lago Erie. El arquitecto I. M. Pei fue el autor de un plan maestro que presentaba grupos de edificios de poca altura en contraste con torres más altas. Erieview Tower iba a servir como el centro del proyecto y debía presentar una plaza y una piscina reflectante en el área que se extiende desde la torre al oeste hasta East 9th Street.
Los desarrolladores John Galbreath y Peter Ruffin iniciaron la construcción del rascacielos modernista de Harrison & Abramovitz a principios de 1963. La construcción avanzó rápidamente en la estructura de la pared de color verde oscuro y negro y una enorme plaza arbolada con una combinación de fuente, piscina reflectante y pista de hielo, que unen hasta East 9th Street.
La torre, con su estacionamiento subterráneo para 450 automóviles, se completó en 1964 y, aunque el plan de renovación completo no se implementó por completo, se lograron avances significativos en el transcurso de los siguientes veinticinco años. Gran parte del área fue despejada para remodelación y se construyeron varios otros edificios. Una gran cantidad de terreno fue relegada a estacionamiento en la superficie y, durante un tiempo hasta fines de la década de 1970, el área se convirtió en un lugar algo frío y premonitorio para estar con el corredor de East 9th Street como un límite para el crecimiento del centro.

## Historia
Durante la administración de la alcaldía de George Voinovich a principios de la década de 1980, se construyeron varias estructuras nuevas flanqueando la torre a lo largo de East 9th Street. En 1987, The Galleria at Erieview, un centro comercial de dos niveles fue construido en la antigua Plaza por Richard E. Jacobs Group. La estructura se extiende desde el vestíbulo de la torre hasta su entrada arqueada en East 9th Street. Desde 1964, hasta que cerró en 1995, en el piso 38 de la torre había un restaurante, el Stouffer's Top of the Town, que ofrecía a los comensales una vista del horizonte de Cleveland.
En 2003, Minshall-Stewart Properties adquirió Erieview Tower y Galleria.